# 구영로
구영로(Guyeong-ro)는 울산광역시 울주군 범서읍 중심부를 연결하는 도로다.

## 노선 경로
- 선바위교삼거리 - 두동로
- 거리 명칭 미상 - 모두박1길